# Eupithecia gueneata
Eupithecia gueneata là một loài bướm đêm trong họ Geometridae.